# Étouffée

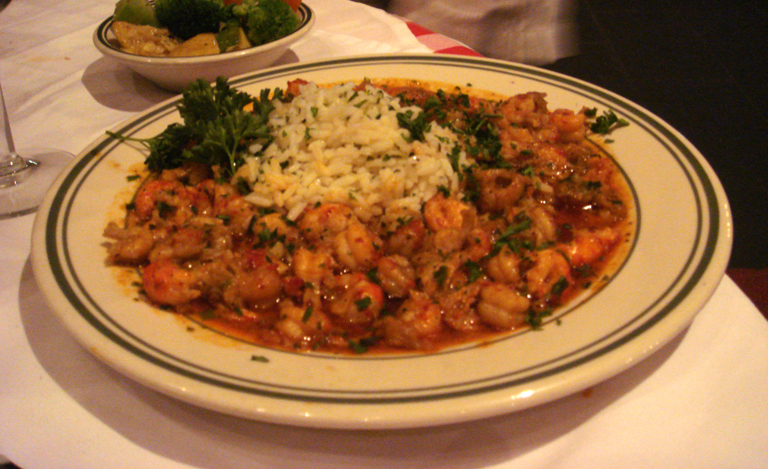
Étouffée di crostacei, servito in un ristorante di New Orleans

Étouffée o etouffee è un piatto a base di frutti di mare e servito su un letto di riso che si trova sia nella cucina cajun che in quella creola. Il piatto viene preparato con una tecnica di cottura detta soffocata, comune nell'area Cajun del sud-ovest della Louisiana. L'étouffée è molto popolare a New Orleans e nell'area dell'Acadia, nella parte meridionale dello Stato.

## Etimologia
In francese, il termine "étouffée" significa "soffocato" o "affogato", dal verbo "étouffer".

## Descrizione
L'etouffee può essere realizzato con diversi frutti di mare, anche se la versione più popolare del piatto è quella con i crostacei. L'etouffee ha una consistenza più spessa di uno stufato tipico. A seconda di chi lo prepara e dove viene preparato è aromatizzato con condimenti sia creoli che cajun. Viene tipicamente servito su riso ed è realizzato con un roux. Nel caso della versione creola con crostacei, è realizzato con un roux biondo o marrone. Un roux biondo è cotto, sempre mescolando, per circa 20 minuti per rimuovere il sapore "crudo" della farina e aggiungere un po' di sapore "nocciola", mentre un roux marrone prevede una cottura più prolungata (da 30 a 35 minuti), al fine di approfondire il colore e il sapore. È importante notare che, sebbene le cucine creola e cajun siano distinte, hanno molte somiglianze.

## Storia
In origine l'étouffée era un piatto popolare nel Bayou e nel retroterra della Louisiana. Negli anni '50   venne introdotto fra i piatti del menù di alcuni ristoranti del Breaux Bridge e divenne subito un piatto molto popolare tra i cajuns della zona. Intorno alla fine degli anni 1980, il cameriere in un popolare ristorante di Bourbon Street a New Orleans, il Galatoire, fece assaggiare il piatto al suo capo per farglielo provare. Il piatto fu un successo e da allora venne inserito nel menù del locale. Divenne subito molto popolare in città, tra i turisti e la gente del posto. Molti proprietari di ristoranti di cucina cajun sostengono che l'étouffée è il piatto più popolare sul loro menu.